# Variante de Uchumayo

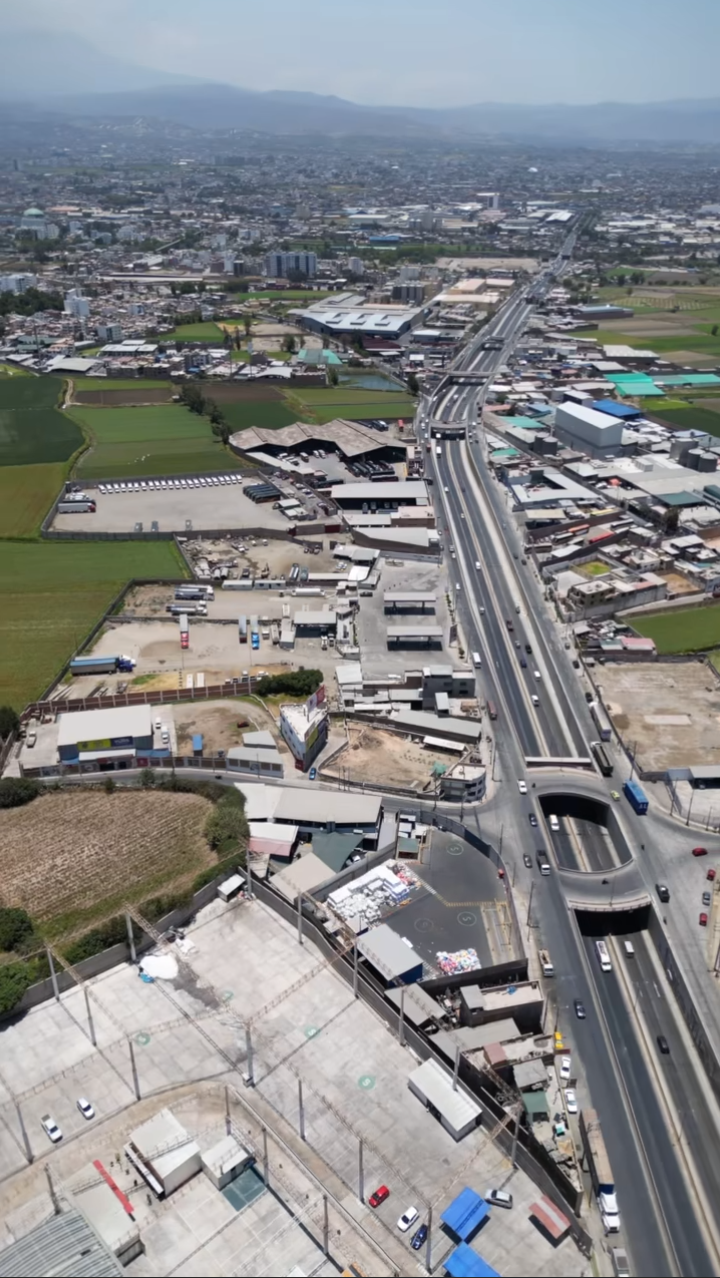
Variante de Uchumayo desde vista aérea.

La Carretera Panamericana Variante de Uchumayo, la cual forma parte de la Ruta Nacional PE-34C es una autopista ubicada en la ciudad de Arequipa, forma parte del área metropolitana de Arequipa. Atraviesa los distritos de Sachaca, Yanahuara y Cerro Colorado.

## Historia
Esta carretera fue inaugurada el 19 de marzo de 1966 por el expresidente de la República Fernando Belaunde Terry, la cual contaba con dos carriles de salida e ingreso a la ciudad de Arequipa iniciando en el actual peaje Uchumayo y terminando en el Ovalo del Cóndor. En el año 2013 el expresidente regional Juan Manuel Guillén, el cual anunció que el mejoramiento de la vía que consistía en un intercambio vial, tres puentes y la ampliación de la carretera existente a una sección de 42.4 metros. El presupuesto total fue de 214 millones de soles e incluye expropiaciones, estudios e impacto ambiental. 

## Recorrido
Inicia en el puente San Isidro, el cual pasa encima de la avenida Parra, para luego pasar por debajo del puente Tahuaycani y llegar al ovalo de Camarones. Recorre 600 metros hasta llegar al puente que pasa por debajo de la calle Juan Santos Atahualpa. En 520 metros pasa por encima de la avenida Circunvalación, finalmente llega al intercambio de la vía de Evitamiento llegando al ovalo del Cóndor. 

## Tramo II
El segundo tramo fue puesto en ejecución el 17 de enero de 2018. Este contempla la construcción del óvalo de Pampa de Camarones y la vía Los Libertadores, destinándose un presupuesto de 119 millones de soles.